# Mladoslovenci
Mladoslovenci so politična smer ter tabor v šestdesetih ter na začetku sedemdesetih let 19. stoletja
Proti Bleiweisu odločno nastopi Fran Levstik, ki je leta 1863 urejal časopis Naprej. Pri tem so ga podprli predvsem Slovenci zunaj Kranjske. Vrhunec delovanja je struja dosegla z organiziranjem slovenskih taborov v letih 1868–1871, kjer so bile do takrat najbolj množično podprte zahteve po slovenskem uradovanju in slovenskem učnem jeziku v osnovnih ter srednjih šolah, po enakopravnosti slovenskega jezika v vseh deželah, v katerih so prebivali Slovenci, najbolj pa je izstopala ideja, ki se je imenovala Zedinjena Slovenija. Mladoslovenci so s tabori postali prvaki prvega vseslovenskega gibanja s političnimi zahtevami. Vsrkavali in sprejemali so liberalne ideje svojega časa v svetovnem oziru, vendar pa so zavračali liberalne vlade, liberalno februarsko ustavo ter politično organizirani liberalizem v takratni Avstriji.
Kot nasprotje Bleiweisovim Novicam so ustanovili politični časnik Slovenski narod, ki je začel izhajati leta 1868 v Mariboru in katerega prvi urednik je bil do leta 1871 Anton Tomšič, nasledil pa ga je Josip Jurčič. Večino ustanoviteljev so predstavljali slovenski nacionalisti s Štajerske, v glasilu pa so predvsem kritizirali dozdevni oportunizem staroslovencev ob glasovanju za decembrsko ustavo na Dunaju leta 1867 ter premajhno politično odločnost, v nadaljnjem ustavnem življenju države, ko so imeli staroslovenci še vedno večino državnozborskih poslancev, pa njihovo domnevno premajhno angažiranost za realiziranje ideje Zedinjene Slovenije. Časopis je tudi ostro kritiziral nemškutarje (Slovence, ki so podpirali ustavoverni tabor); tj. nemške liberalce, ki jih je imel za odpadnike slovenstva.